# Gabriel-Mathieu de Clieu

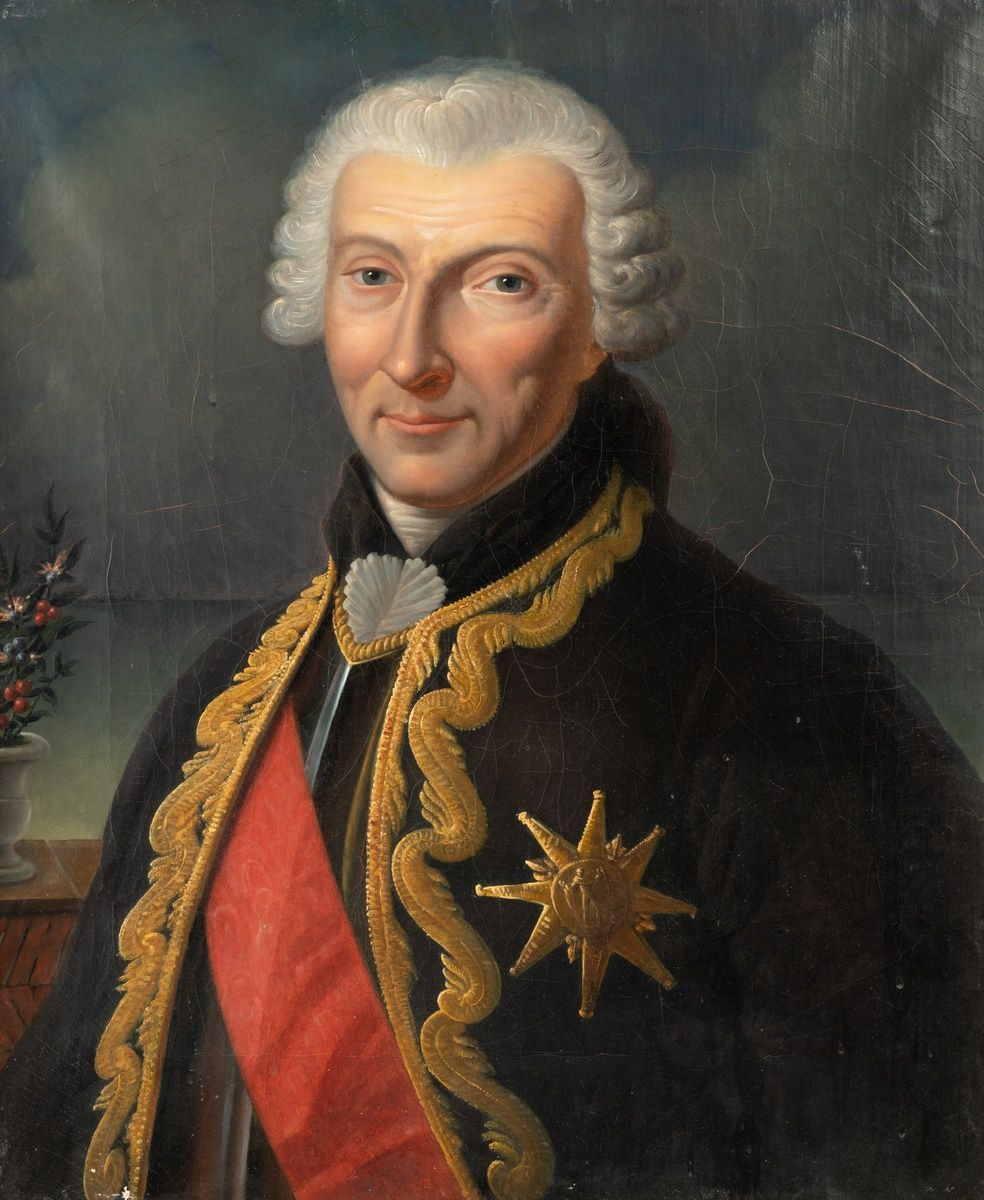
Gabriel de Clieu

Gabriel-Mathieu de Clieu (auch Gabriel d’Erchigny de Clieu; * 1687; † 29. November 1774) war ein französischer Marineoffizier, königlicher Leutnant und Gouverneur von Guadeloupe.

## Wirken
Ihm gelang es 1723, ein Kaffeebäumchen aus dem Jardin des Plantes in Paris  auf die Insel Martinique zu bringen und damit den Grundstock des Kaffeeanbaus in den französischen Kolonien zu legen. Während der Überfahrt teilte er seine Trinkwasserration mit der Pflanze. Die erste Ernte war 1726 möglich. In Guadeloupe traf er am 17. August 1737 aus Frankreich kommend ein.